# 萨尔瓦多·贝穆德斯·德卡斯特罗
第二代里帕尔达公爵萨尔瓦多·贝穆德斯·德·卡斯特罗（西班牙語：Salvador Bermúdez de Castro y O'Lawlor, 2nd Duke of Ripalda, Marquis of Lema，1863年11月1日—1945年1月20日），西班牙贵族、外交官、保守党政治家。他曾于阿方索十三世国王统治时期，多次在保守党首相爱德华多·达托的内阁中担任外交大臣，他在任期间努力使西班牙在一战中保持中立。